# Postwagen (Aachen)

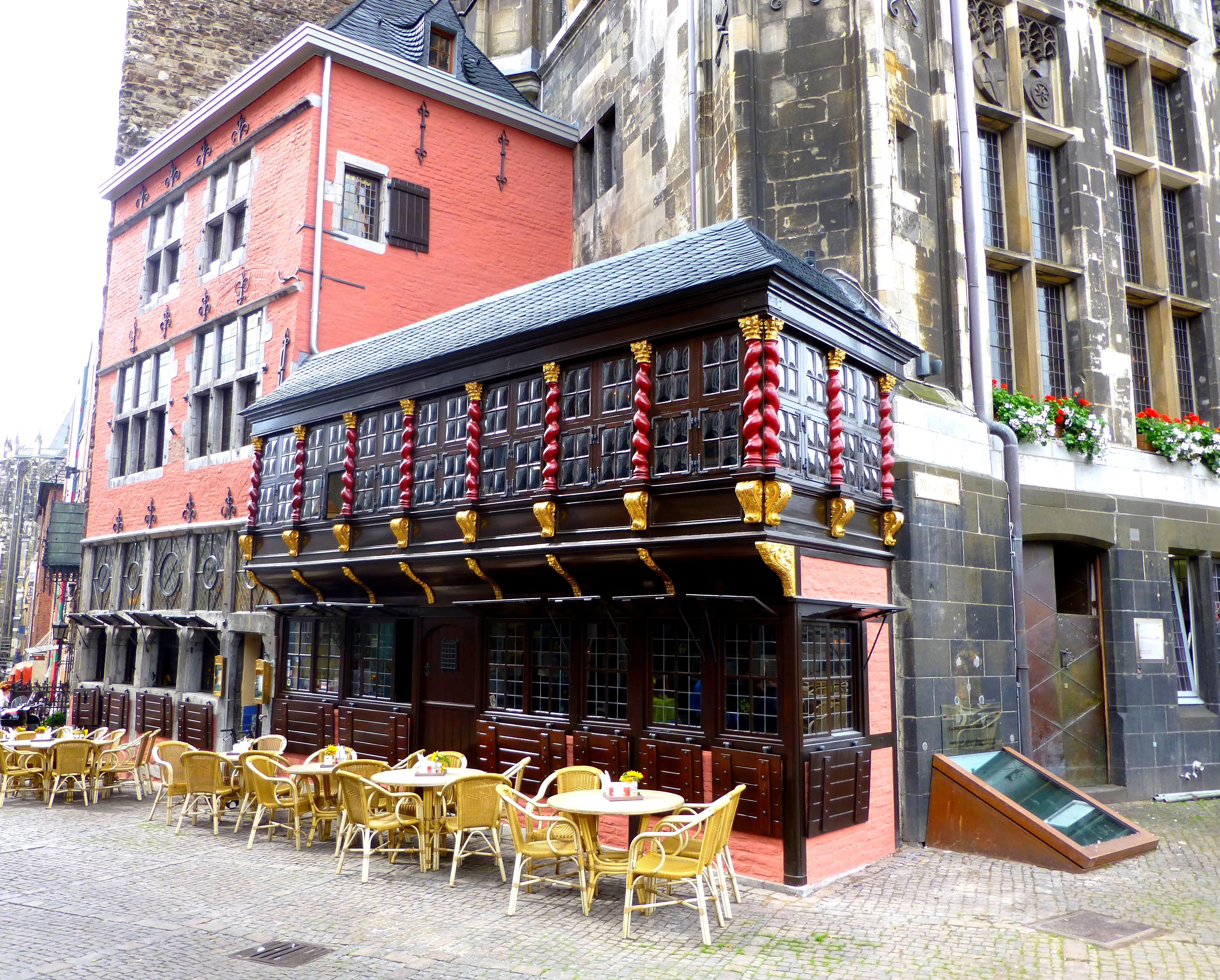
Gebäudekomplex Postwagen
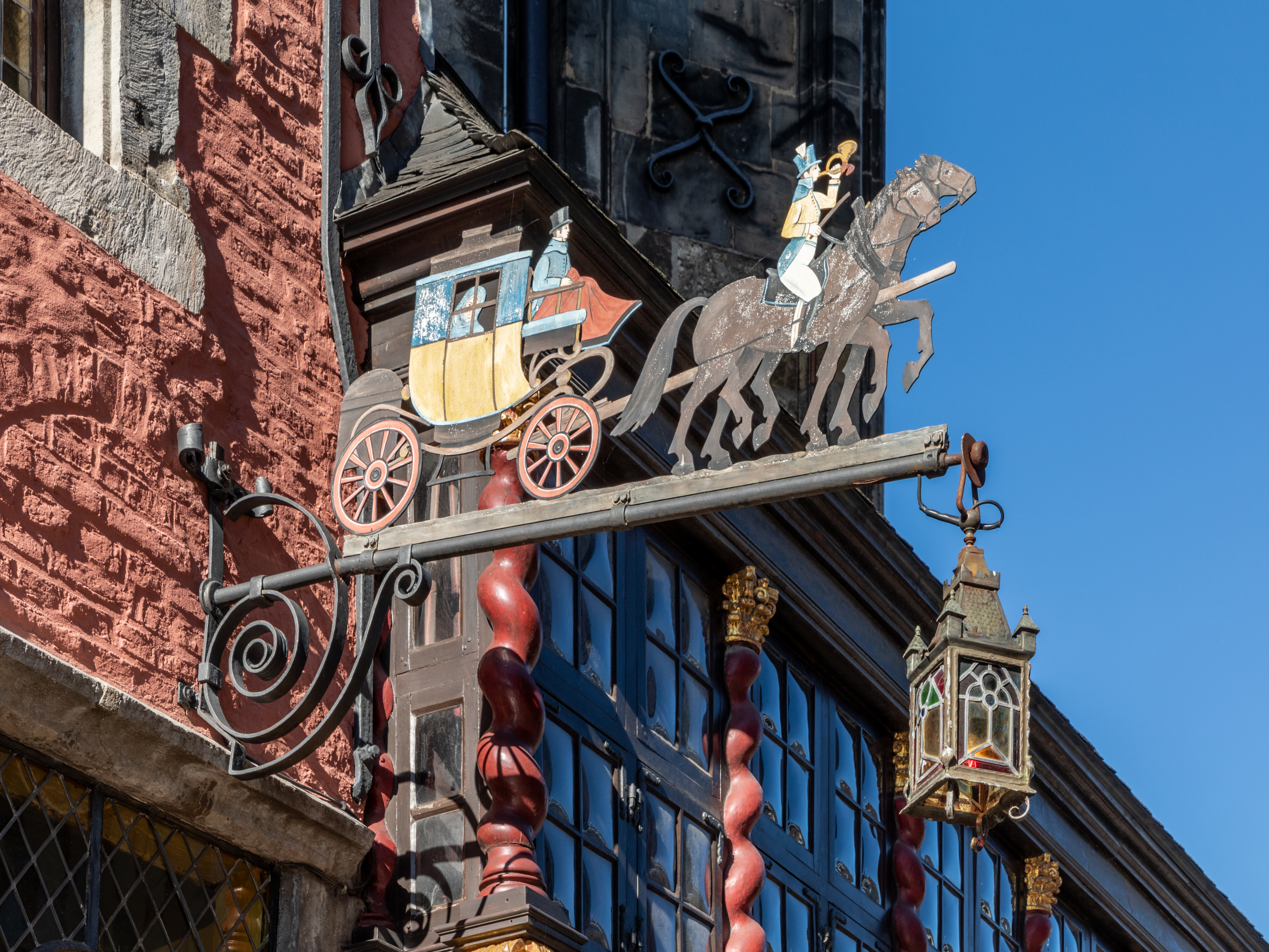
Nasenschild

Der Postwagen in Aachen ist die heutige Bezeichnung für ein historisches aus zwei Einzelhäusern bestehendes und heute innen vereintes Häuserensemble an der Ostseite des Aachener Rathauses. Das rechte Holzhaus war zwischen 1860 und 1910 als Haus „Zum Eulenspiegel“ bekannt, wurde jedoch nach der Umnutzung beider Häuser als Gaststätte in „Postwagen“ umbenannt. Die Häuser wurden 1659 erbaut und nach den Zerstörungen im Zweiten Weltkrieg originalgetreu rekonstruiert und später unter Denkmalschutz gestellt.

## Geschichte

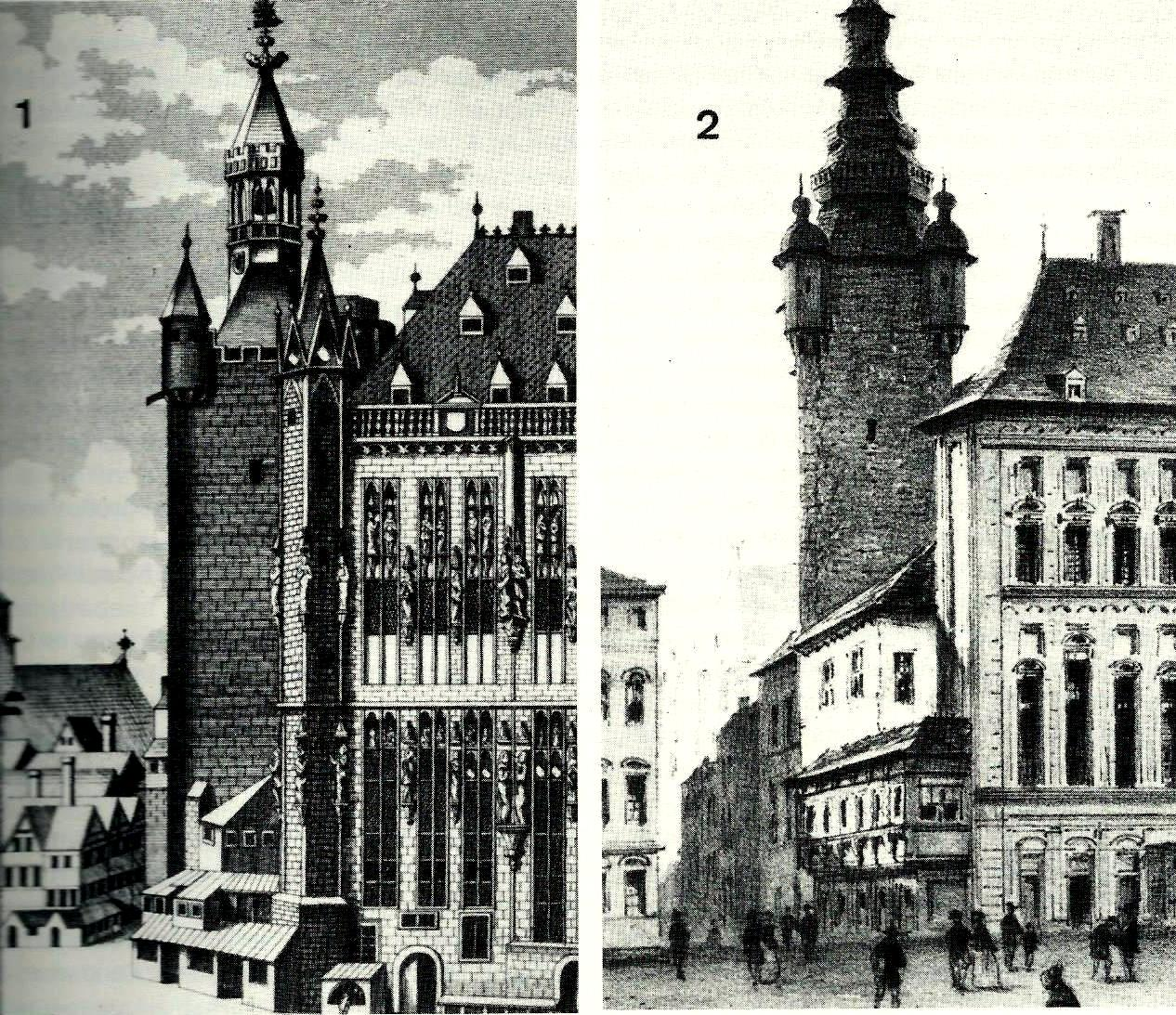
Doppelhausbauten an der linken Rathausseite, links vor 1656, rechts nach 1656

Bereits wenige Jahre nach dem Neubau des Rathauses um 1349 durch Gerhard Chorus wurde die Fläche zwischen der östlichen Marktecke des Gebäudes und dem bis um den einige Meter zurückliegenden und deutlich vorstehenden Granusturm mit zwei kleinen Häusern ausgefüllt, die in den Stadtrechnungen von 1394/95 erstmals erwähnt wurden. Das seitlich der Krämerstraße und mit dem schmalen Ende zum Rathausplatz gelegene vordere, teils zweigeschossige kleinere Häuschen war größtenteils aus Holz erbaut und mit einem Pultdach versehen. Es erhielt den Hausnamen „zum Gulden Hunt“ (= „zum Goldenen Hund“). In der Stadtrechnung wird es ferner erwähnt als „den huseren undert bly by den saltorne“ (= „Das Haus unter dem Blei bei dem Saalturm“, wobei mit Saalturm der Granusturm gemeint war, in dem Bleimunition lagerte). Das Nachbarhaus in der Ecke des Turmes war ein dreigeschossiger etwas verwinkelter Bau mit festem Mauerwerk und Walmdach. Da es offensichtlich als Verkaufsladen für Eisenwaren gedient hatte, erhielt es den Namen „Zum Eysseren Cram“ (= „zum Eisenhändler“). Beide Häuser markierten den Anfang der heutigen Krämerstraße, die zu jener Zeit „Kriem“ hieß und die Straße der Kleinwarenhändler/Krämer war.
Beim großen Stadtbrand von Aachen im Jahr 1656 wurden beide Häuser schwer beschädigt und mussten neu aufgebaut werden. Dabei erhielten sie bereits in etwa das Aussehen, welches sich bis heute erhalten hat: das vordere weiterhin in Holzbauweise, das größere links daneben im barocken Stil mit Ziegelmauern. Zu jener Zeit scheinen sie im Besitz der Stadt Aachen gewesen zu sein, denn im Jahr 1672 erwarb eine gewisse Elisabeth Priem, geborene Wynandts und Gattin von Gerlach Priem, beide Häuser von der Stadt. Später besaß die Familie Bremerkamp die Häuser und vermietete die Ladenlokale an verschiedene Kleinhändler, darunter eine Familie Freialdenhoven. Während die Gattin Freialdenhoven mit Knöpfen und Schnallen handelte, betätigte sich ihr Ehemann als Buchhändler, obwohl er selbst Schwierigkeiten mit Lesen und Schreiben hatte. Wenn dieser nun auf einen Menschen mit gleichen Problemen traf, stellte er bei einem Verkaufsgespräch jeweils den ungefähren Inhalt seiner Buchangebote erfindungsreich und nicht immer wahrheitsgetreu dar. Dies sprach sich bald herum, woraufhin sowohl er als auch das Holzhaus selbst „Zum Eulenspiegel“ genannt wurde. Diese Aachener Anekdote wurde später von mehreren Volksdichtern aufgenommen und unter anderem in zahlreichen Karnevalsliedern verbreitet.
Der Name Eulenspiegel hielt sich weiter, auch als die Tochter und neue Pächterin Anna Louisa Freialdenhoven (1810–1881), verheiratet mit Peter Heller (1813–1891), dort ein Spielwaren- und Scherzartikelgeschäft betrieb. Als sie ihr Geschäft in das gegenüberliegende Haus Krämerstraße 1 verlegen musste, weil die beiden Häuser an der  Rathauswand restaurierungsbedürftig wurden, nahm sie den Namen mit. Noch heute leuchtet dort der Name „Haus Eulenspiegel“ auf dem von Johann Joseph Couven entworfenen Haus, in dem seit 1992 ein Teeladen seine Produkte anbietet.

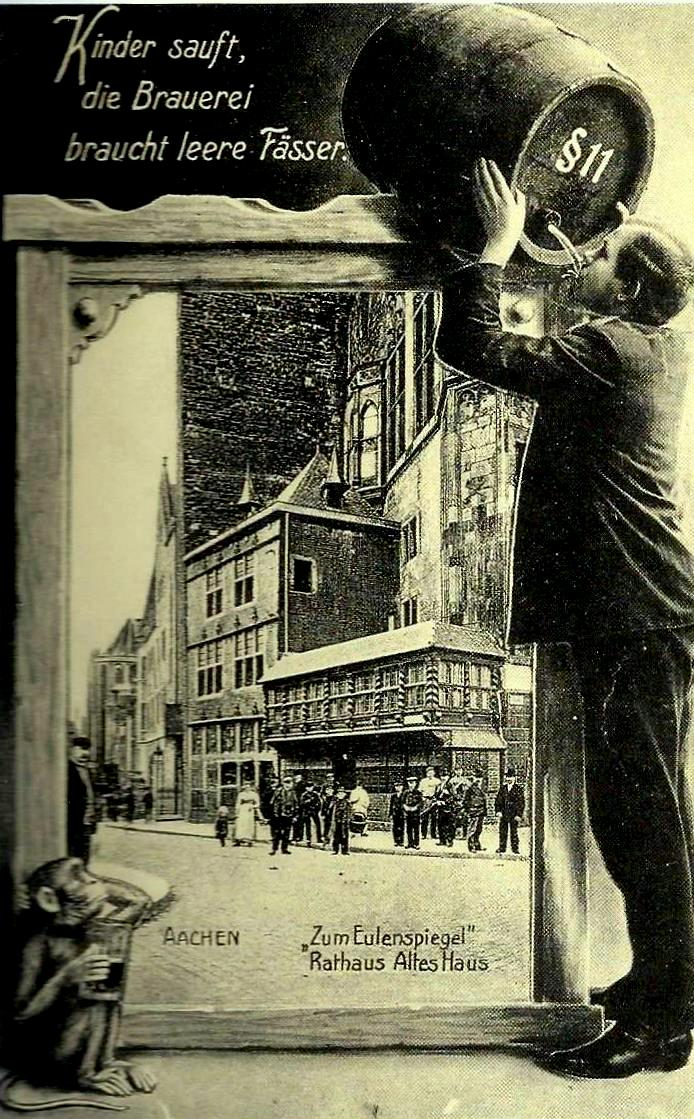
Werbeplakat von 1910

Nachdem die bisherige Inhaberfamilien die beiden alten Häuser „Zum eissernen Cram“ und „Zum Gulden Hunt/Eulenspiegel“ wegen Baufälligkeit aufgeben mussten, wurden diese 1885 von der Stadt Aachen übernommen, die sie grundlegend sanieren ließ und dadurch einen Abriss verhindern konnte. Anschließend zog in das Steinhaus eine Schuhwarenhandlung und in das Holzhaus eine Kappen- und Bettflockenhandlung ein. Schließlich übernahm im Jahr 1902 Georg Buchmeier, ein in  Aachen bekannter Gastwirt, der bereits mehrere teils renommierte Gaststätten betrieb, die Pacht für die beiden Häuser, ließ sie zeitgemäß modernisieren und im Inneren mit Durchgängen zu einem Doppelhaus verbinden sowie mit wertvollen alten Kupferstichen und Sehenswürdigkeiten ausstatten. Am 1. August 1902 eröffnete er in diesem Doppelhaus seine neue Gaststätte noch unter dem Namen „Zum Eulenspiegel“, in der er eine bürgerliche Küche mit Bier- und Weinausschank anbot, die vor allem von Akademikern, Studierenden und Touristen angenommen wurde. Weil sich Buchmeier aber auch um seine anderen Gaststätten kümmern musste, verpachtete er seinerseits den „Till Eulenspiegel“  an das Ehepaar Wegener unter. Diese führten jedoch das Lokal in den Bankrott und Buchmeier übernahm 1907 wieder selbst die Verantwortung. Zugleich wurde der Name „Zum Eulenspiegel“ zunehmend unattraktiv und es bürgerte sich allmählich wegen des Aussehens des vorderen hölzernen Gebäudes der Name „Postwagen“ für die gesamte Lokalität ein, die ab etwa 1911 ausschließlich nur noch so genannt wurde. Nach dem Tod von Georg Buchmeier im Jahr 1935 übernahm sein Sohn Anton den „Postwagen“, der ihn bis zur Zerstörung durch die Bomben im Zweiten Weltkrieg leitete.
Nach den Kriegsschäden veranlasste der Aachener Gastronom und neuer Pächter Franz Lüttgens unter Mithilfe des Stadtkonservators Hans Königs, dass beide Häuser wieder originalgetreu gemäß dem äußeren Erscheinungsbild von 1657 aufgebaut und am 22. März 1949 die Neueröffnung gefeiert werden konnte. Im Jahr 1962 wurde der Postwagen dann durch einen Durchbruch in der Rathausmauer mit den angrenzenden Gaststättenräumen des dortigen „Ratskellers“  verbunden. Dadurch konnte eine gemeinsame Küche für beide Restaurants diesseits und jenseits der Rathausmauer genutzt werden und die Gäste konnten sich zwischen dem gehobenen Ambiente im „Rathauskeller“ oder dem eher urigen bürgerlichen „Postwagen“ entscheiden. Wenige Jahre später erhielt der Bierbrauer Willy Vonderbank mit seiner Brauerei Degraa die Konzession sowohl für den „Postwagen“ als auch zugleich für den „Ratskeller“. Nach dem Tod Vonderbanks im Jahr 2004 übernahm der renommierte Sternekoch Maurice de Boer beide Gaststätten mit einem Vertrag für 14 Jahre bis 2018. Seitdem ist die Lokalität unter neuer Leitung, die diese erneut in größerem Umfang saniert und renoviert hat.

## Baucharakteristik

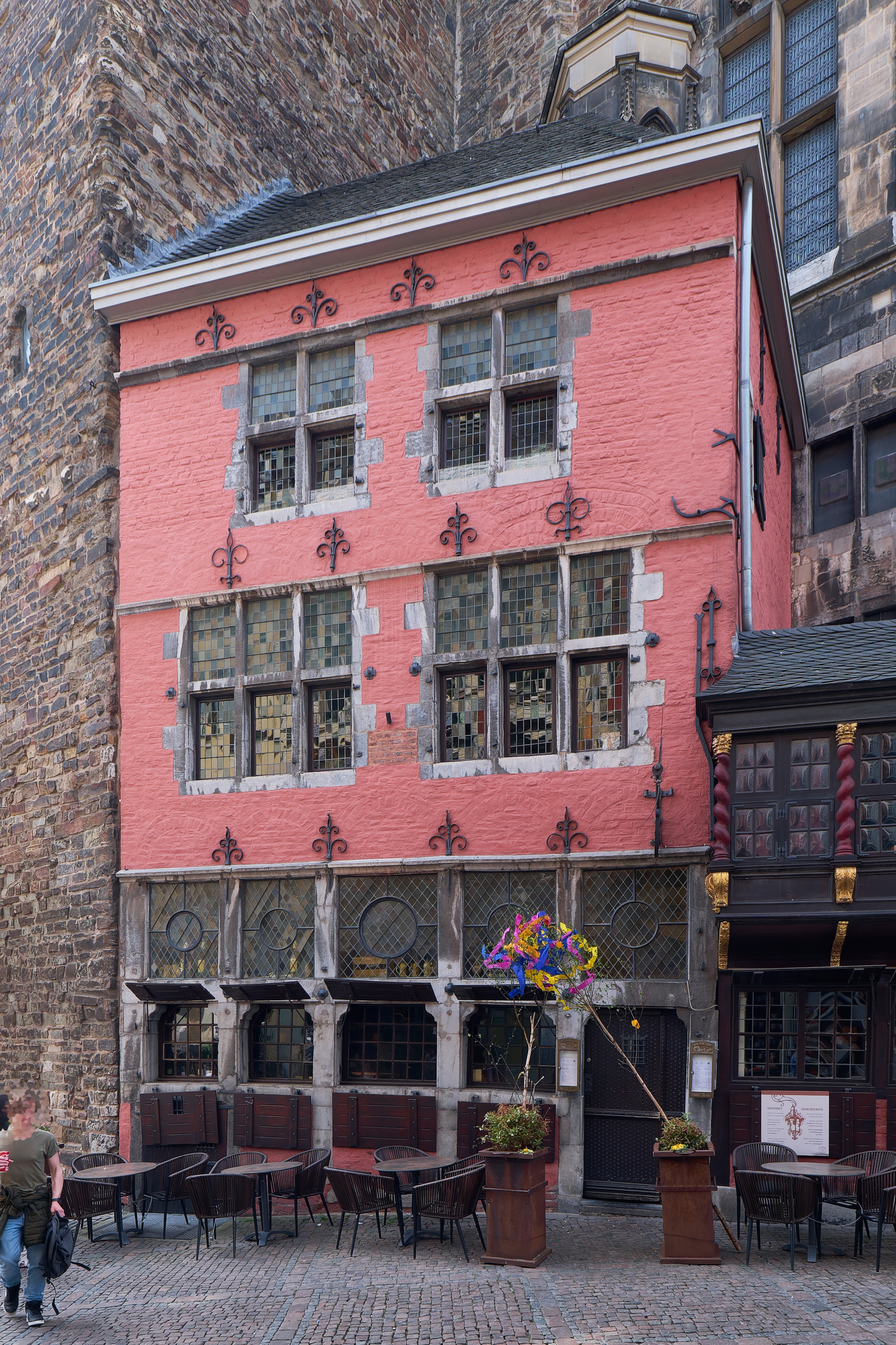
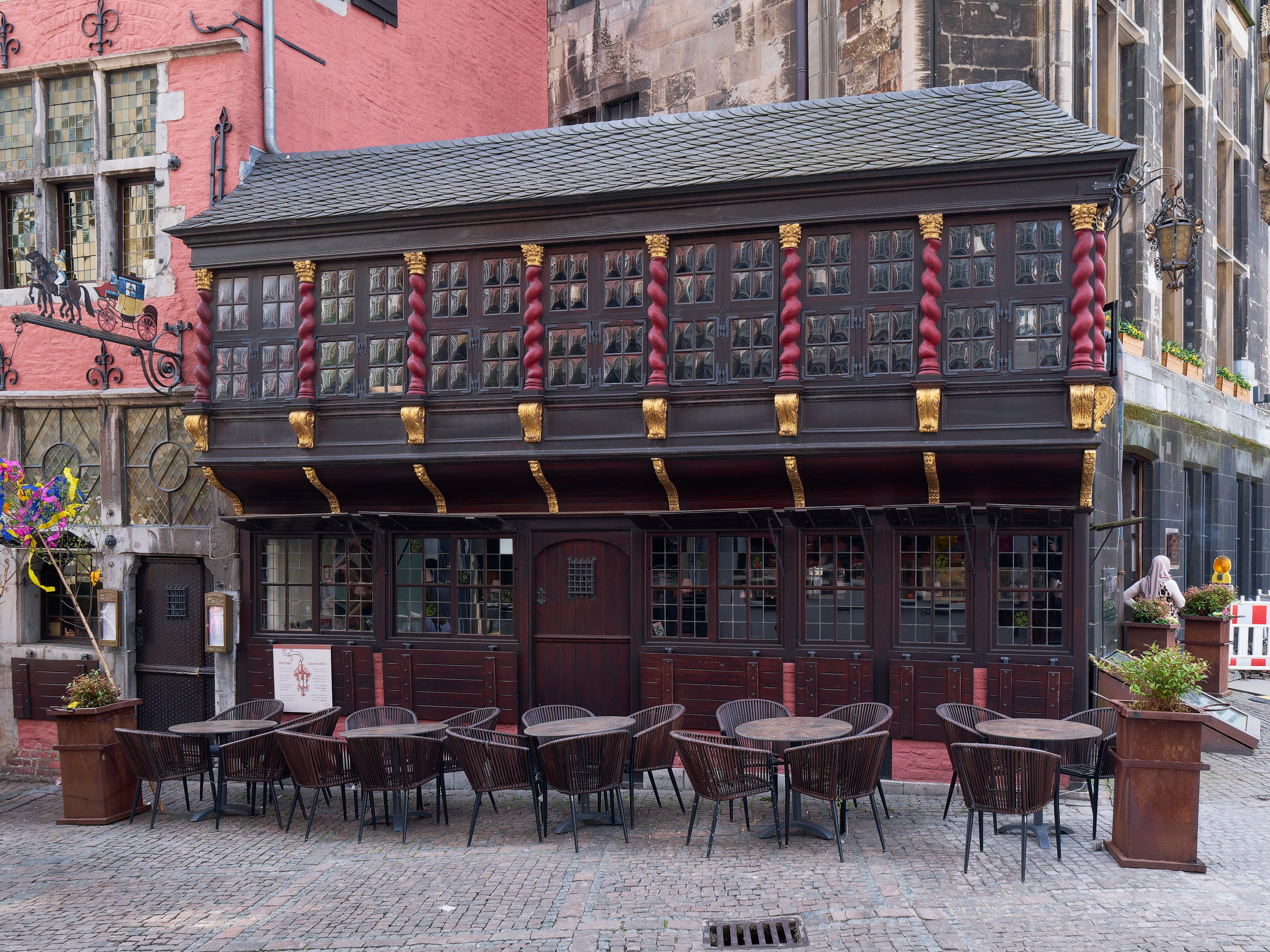

Trotz der seit 1902 gemeinschaftlichen Verwendung als Restaurantbetrieb haben die beiden Häuser ihr historisches Aussehen beibehalten. Das vordere zum Markt gelegene zweigeschossige Gebäude ist ein länglich-schmales mehrheitlich aus dunklem Holz errichtetes Haus, das vom Umriss und Innenraum her kleiner ist als ein einfacher doppelstöckiger Stadtbus. Es ruht auf einem Blausteinsockel, der die Schräge der Straße ausgleicht. Das Erdgeschoss besteht aus Fachwerk mit Backsteinausfachung unter der Fensteraufreihung. Die eingebauten Sprossenfenster sind mit Holzrahmen eingefasst, die abschnittsweise als durchgehende Rechteckpfosten bis zum Sockel reichen. Zur Sicherung der Verglasung sind die Fenster zudem mit hälftig nach oben und unten ausklappbaren hölzernen Verschlägen ausgestattet.
Das Obergeschoss ist deutlich vorkragend und siebenachsig, was durch vergoldete Zieraufsätze in den Trennlinien hervorgehoben wird. Die Achsen sind vollständig von jeweils vier quadratisch angeordneten Fenstern mit Butzenscheiben ausgefüllt. Zwischen den Achsen zieren rote gedrehte Blendsäulen die Fassade, die auf einem geschwungenen in Gold angemalten Sockel ruhen und in ein ebenfalls goldenes Kapitell übergehen. Die Kapitelle stützen ein umlaufendes Gesims, auf dem das auskragende Walmdach liegt.
Das benachbarte Steinhaus zeigt sich vollständig im barocken Stil und ist im Bereich des hohen fünfachsigen Erdgeschosses ganz in Blaustein aufgebaut. Im unteren Bereich sind in der Fassade vier kleinere Fenster und in der rechten Achse die Eingangstür eingelassen, die allesamt oberhalb und nur durch ein Blausteingesims getrennt in ein weiteres Bleiglasfenster mit schmiedeeisernem Dekor übergehen. Auch hier sind die unteren Fensterabschnitte mit hälftig aufklappbaren Verschlägen gesichert. Die beiden Obergeschosse aus rosa getünchtem Ziegelsteinmauerwerk sind zweiachsig, wobei im ersten Obergeschoss Drillings- und im Geschoss darüber Zwillingsfenster mit Laibungen aus Blaustein und Sprossenscheiben verwendet wurden. Die Fensterstürze sind hervorgehoben und gehen über in ein straßenseitig verlaufendes schmales Gesims. Darüber hinaus zeigt sich in der seitlichen Fassade auf Höhe des zweiten Obergeschosses noch ein kleines Rechteckfenster mit Blausteinlaibung. Im Mauerwerk der straßenseitigen Fassade lassen sich sowohl bei den Erdgeschoss- wie auch bei den Fenstern des ersten Obergeschosses noch die Rundbögen früherer hoher Rundbogenfenster erkennen. Die Stabilität der Wandflächen wird pro Geschoss durch vier kräftige verzierte Anker gewährleistet. Das Obergeschoss ist mit einem kräftigen an den Gebäudeaußenseiten verlaufenden Dachgesims abgeschlossen, dem das Walmdach aufsitzt,  in das seitlich ein Gaubenfenster eingearbeitet ist.
Im Inneren der Gaststätte haben sich noch aus alter Zeit zahlreiche historische Bilder, Stiche und antike Einrichtungsgegenstände ebenso erhalten wie die Art und Weise der schulterhohen Holzvertäfelung der Wände im Steinhaus und die vollständige Holzausstattung im Langhaus sowie die schmalen verwinkelten Holztreppen zu den einzelnen Etagen und Durchgängen des Doppelhauses.

Historische Innenansichten
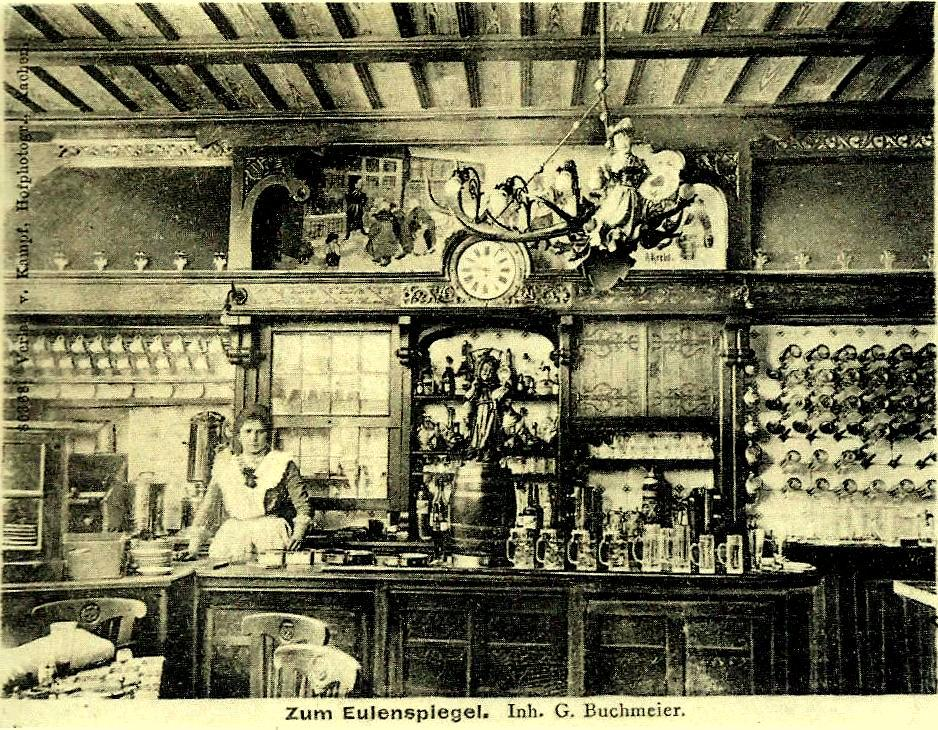
Schankraum im Steinhaus
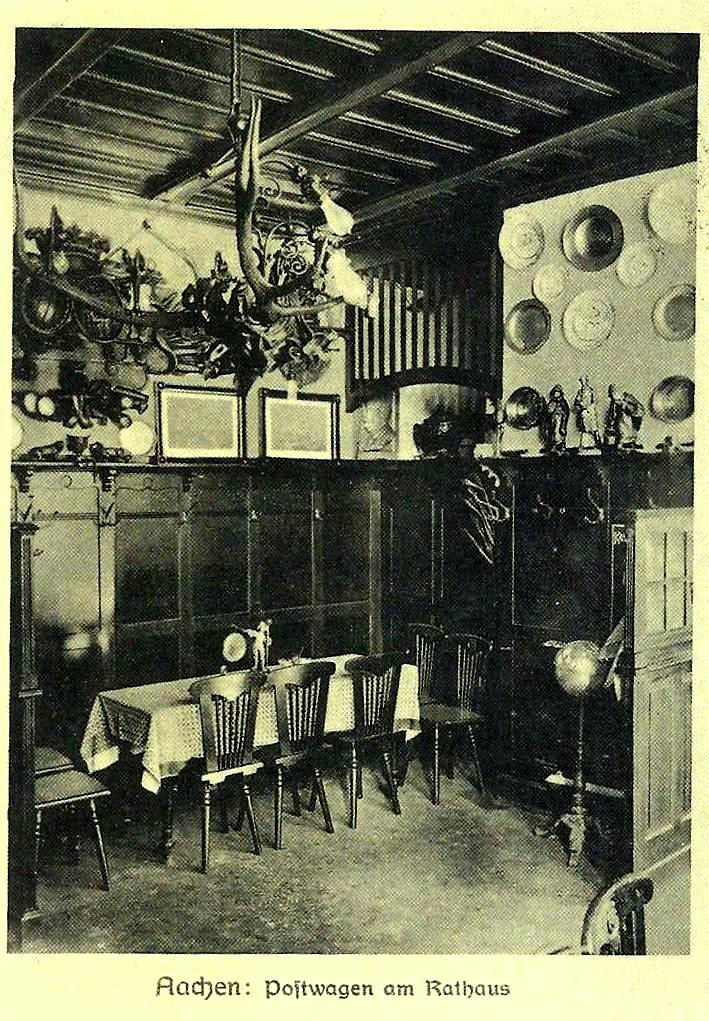
Gastraum im Steinhaus
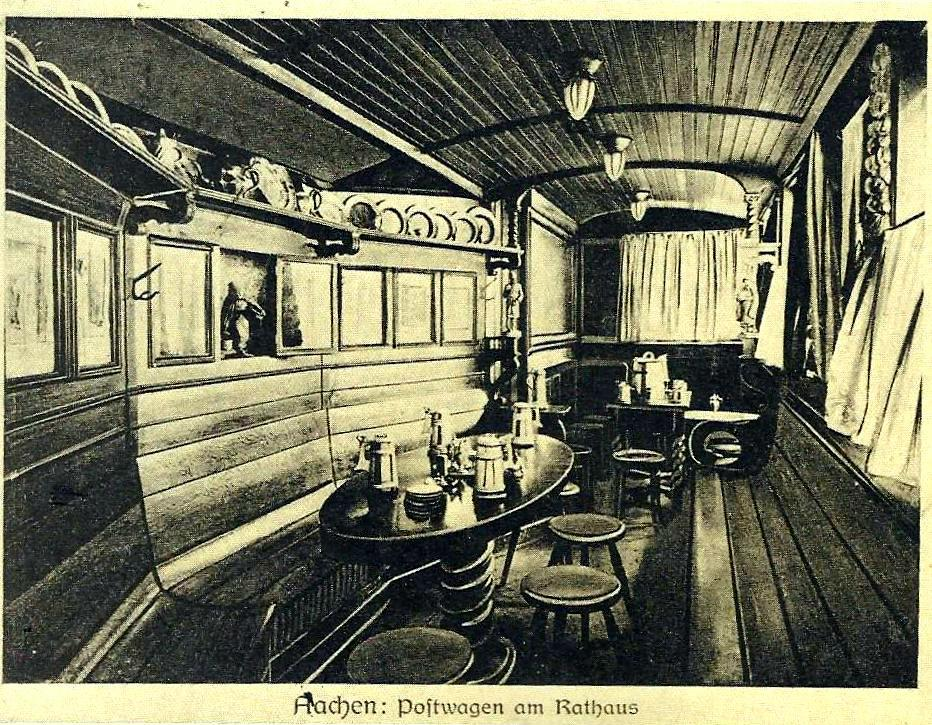
Gastraum im Holzhaus